# SAMURAI ROCK (吉川晃司の曲)
「SAMURAI ROCK」（サムライ・ロック）は、吉川晃司が2013年2月13日に発売した38枚目のシングル。DVD付初回限定盤と通常盤の2形態で発売。
本項では配信限定でリリースされた、CDとは別ヴァージョンの『SAMURAI ROCK～義風堂々!!ver.』についても記述。

## 収録曲

### CD
1. SAMURAI ROCK
作詞：吉川晃司・Jam／作曲：吉川晃司／編曲：菅原弘明
2. 朝焼け
作詞：吉川晃司・松井五郎／作曲：吉川晃司／編曲：菅原弘明
3. SAMURAI ROCK (instrumental)
4. 朝焼け (instrumental)

### DVD（初回限定盤のみ）
1. SAMURAI ROCK (MUSIC VIDEO)
2. SAMURAI ROCK (BEHIND THE SCENE OF MUSIC VIDEO)

## タイアップ
| 楽曲         | タイアップ                                                   | 出典  |
| ------------ | ------------------------------------------------------------ | ----- |
| SAMURAI ROCK | 黄桜『辛口一献』「サムライロック」篇CMソング                 | [ 4 ] |
| SAMURAI ROCK | 映画『ゴーストライダー2』イメージソング                      | [ 5 ] |
| SAMURAI ROCK | テレビ東京系『JAPAN COUNTDOWN』3月度オープニングテーマ       |       |
| SAMURAI ROCK | J SPORTS『2017 WORLD BASEBALL CLASSIC(WBC)』中継テーマソング | [ 6 ] |
| 朝焼け       | 黄桜『黄桜辛口一献』「燗、極まる。」篇CMソング               | [ 4 ] |

## 収録アルバム
- SAMURAI ROCK
  - SAMURAI ROCK（2013年）
  - SINGLES+（2014年）
- 朝焼け
  - B-SIDE+（2014年）

## SAMURAI ROCK～義風堂々!!ver.

### 解説
テレビ東京系列テレビアニメ『義風堂々!! 兼続と慶次』前半の主題歌。
オリジナルシングル版「SAMURAI ROCK」の新アレンジバージョンとなっている。
映像作品『KIKKAWA KOJI 2013 SAMURAI ROCK -BEGINNING- at 日本武道館』初回限定盤付属のボーナスCDにボーナストラックとして収録されている。